# مینلند ایر
مینلند ایر (به انگلیسی: Mainland Air) یک شرکت هواپیمایی با کد یاتا MD است که در ۱۹۹۱ میلادی تأسیس شده‌است.